# تپه پشت توه (۱)
تپه پشت توه (۱) در شهرستان گیلانغرب، بخش گواور، دهستان گواور، ۲۰۰ متری جنوب غربی روستای علیرضاوندی واقع شده و این اثر در تاریخ ۲۷ اسفند ۱۳۸۶ با شمارهٔ ثبت ۲۲۳۹۲ به‌عنوان یکی از آثار ملی ایران به ثبت رسیده است.